# 性狀
在生物學領域中，性狀（Phenotypic trait,or character）又稱特徵、特性或形質，是指生物的形态、结构和生理生化等特征的总称。
性狀可定義成生物體顯現的單一特征，是由基因所構成的，也可稱為可量化的計量。而遺傳學上許多在分析上有用的性狀，皆在不同個體有多種不同的類型。外在可見的性狀，是分子生物學與生物化學過程的最終產物。大體而言，此過程是起始於DNA，經過RNA的傳遞，最後產出蛋白質，而這些蛋白質影響了生物的結構與機能。又稱分子生物學的中心教條。
其中性状又可以细分为单位性状和相对性状。

## 相似辭
- 性質
- 型態